# Четверта Курильська протока
49°50′12″ пн. ш. 155°00′56″ сх. д. / 49.836666666667° пн. ш. 155.01555555556° сх. д.
Четверта Курильська протока (рос. Четвёртый Курильский пролив) — протока Курильських островів, що відокремлює острови Великої Курильської гряди Парамушир та Анциферова на півночі від островів Онекотан і Маканруші на півдні. Знаходиться в акваторії Сєверо-Курильського міського округу Сахалінської області Російської Федерації. Ширина близько 60 км, глибини перевищують 500 м. 
Зазвичай судна, що йдуть з Охотського моря до Берингового моря чи у зворотньому напрямку перетинають Велику Курильську гряду саме цією протокою.